# 샴하트
샴하트(Shamhat 혹은 Šamhat)는 길가메쉬 서사시에 나오는 신전의 여인으로 이슈타르 여신의 여사제이다. 그녀는 엔키두를 성(性)과 문명에 눈뜨게 해준 우루크의 신전 여인이자 매춘부이다.
길가메쉬는 엔키두와 싸우는 대신 이슈타르 신전의 매춘부 샴하트를 숲으로 보내 엔키두를 순하게 길들였다. 야생인간으로서 동물들과 조화를 이루면서 살던 엔키두가 창녀인 샴하트와 동침함으로써 비로소 문명화되기 시작한다.
엔키두에게 빵과 포도주, 성을 가르쳤다. 엔키두는 샴하트와 6일낮 7일밤을 보낸 후 야생동물들로부터 동료로 인정 받지 못하고 외면당하자 샴하트를 따라 길가메쉬가 왕으로 있는 우루크(Uruk)로 들어갔고 길가메쉬와 함께 많은 여행을 하게 된다.